# Наречена Франкенштейна (фільм)
«Наречена Франкенштейна» (англ. The Bride of Frankenstein) — американський науково-фантастичний фільм жахів, що вийшов у світ 1935 року і став першим сиквелом всесвітньо відомого фільму Франкенштейн компанії Universal Pictures. Як і в попередній картині, режисером фільму-продовження став Джеймс Вейл, головну роль Монстра зіграв Борис Карлофф. Ролі нареченої Франкенштейна і Мері Шеллі дісталися Ельзі Ланчестер, Генрі Франкештейна зіграв Колін Клайв, а доктора Преторіуса — Ернест Тесайджер.
Події у фільмі є продовженням історії попереднього фільму і побічною сюжетною лінією в оригінальному романі Мері Шеллі «Франкенштейн». В одному з епізодів покараний Генрі Франкенштейн відмовляється від своїх планів, щоб створити життя для спокуси, та під тиском свого старого наставника і через погрози потвори змушений створити чудовиську наречену.
Підготовка до фільму-продовження почалася незабаром після прем'єри першого фільму, але проблеми зі сценарієм затримували проєкт. Знімальний період почався в січні 1935 року, де була залучена перед і поза камерою вся творча група першого фільму. «Наречена Франкенштейна» була вдобрена критиками та здобула неабиякий успіх, хоча й зіштовхнулась з цензурою деяких держав. З моменту виходу у світ популярність фільму зросла, і його було названо шедевром Вейла.

## Сюжет
У штормову ніч, Персі Біші Шеллі (Дуглас Волтон) і лорд Байрон (Гевін Гордон) хвалять Мері Шеллі (Ельза Ланчестер) за написану історію про Франкенштейна і його Монстра. Нагадавши, що ціль написання полягала в наданні морального уроку, Мері каже, що її історія розкрита не до кінця. Сцена змінюється на місце останніх подій фільму «Франкенштейн», кінець 1931 року.
Мешканці села зібралися навколо палаючого вітряка, радіючи смерті Монстра (Борис Карлофф). Їхню радість підсилює усвідомлення того, що Генрі Франкенштейн (Колін Клайв) також, імовірно, мертвий. Ганс (Реджинальд Барлоу), батько дівчинки, яку Монстр втопив в попередньому фільмі, хоче бачити кістки Монстра. Він падає в затоплений колодязь під млин, де монстр, переживши вогонь, душить його. Вилізши з ями, монстр кидає до неї дружину Ганса (Мері Гордон) на смерть. Потім він зустрічає Мінні (Уна О'Коннор), яка з жахом біжить.
Тіло Генрі повертається до своєї нареченої Елізабет (Валері Гобсон) в його родинний замок. Мінні прибігає бити на сполох з приводу Монстра, але ніхто не звертає увагу на її попередження. Елізабет, бачачи рухи Генрі, розуміє, що він все ще живий. Завдяки піклуванню Елізабет, Генрі видужує, але відмовляється від своїх винаходів, бо як і раніше вважає, що його доля — це розкриття таємниці життя і безсмертя. Елізабет істерично плаче, бо бачить прихід смерті разом з приходом колишнього наставника Генрі, доктора Септімуса Преторіуса (Ернест Тесайджер). У своїх кімнатах Преторіус показує Генрі кілька гомункулусів, яких він створив, серед яких мініатюрна дама, король, архієпископ, диявол, балерина і русалки. Преторіус хоче працювати з Генрі, щоб створити жінку для Монстра і пропонує тост за їх співпрацю: «За новий світ богів і монстрів». Після настирливих прохань Преторіуса допомогти, Генрі починає збирати частини тіла для Нареченої, а Преторіус — вирощувати для неї штучний мозок.
Монстр рятує молоду пастушку (Енн Дарлінг) від утоплення. Її крики чують двоє мисливців, які стріляють і ранять істоту. Вони здіймають натовп, який наздоганяє Монстра і приковує його до стовпа в підземеллі. Залишившись на самоті, потвора ламає ланцюги, вбиває охоронців і тікає в ліс.
Тієї ночі Монстр зустрічає циганську родину і спалює свою руку в їхньому багатті. Під звуки скрипки, що грає мелодію «Ave Maria», Монстр зустрічає старого сліпого відлюдника (Олівер Пітерз Хеггі), який дякує Богові за те, що послав йому приятеля. Він вчить Монстра вимовляти слова «друг» і «добре», розділяє їжу з ним. Двоє загублених мисливців натрапляють на дачу і впізнають Монстра. Він нападає на них і ненавмисно підпалює будівлю відлюдника.
Ховаючись від іншого розлюченого натовпу в склепі, Монстр підглядає Преторіуса і його поплічників Карла (Дуайт Фрай) і Людвіга (Тед Біллінгс), які розривають могилу. Пізніше поплічники їдуть геть, а Преторіус залишається насолоджуватися легкою вечерею. Монстр підходить до Преторіуса, і дізнається, що Преторіус планує створити жінку для нього.
Генрі й Елізабет, тепер одружені, відвідують Преторіуса. Він готовий здійснити «велику співпрацю» з Генрі, але Генрі відмовляється і Преторіус кличе Монстра, який вимагає допомоги Генрі. Генрі знову відмовляється і Преторіус наказує Монстрові піти геть, таємно сигналізуючи йому викрасти Елізабет. Преторіус гарантує її безпечне повернення за умови згоди Генрі. Генрі повертається до своєї лабораторії, де цілком і повністю поринає в роботу. Переконавшись у безпеці Елізабет, Генрі завершує тіло Нареченої.
Буря лютує, зроблені останні приготування, щоб привести Наречену до життя. Її забинтоване тіло підіймається на дах. Блискавка вдаряє повітряного змія, посилаючи через нього електрику Нареченій. Генрі й Преторіус опускають її та радіють своєму успіху. «Вона жива! Жива!» —  Генрі плаче. Вони знімають їй бинти та допомагають встати. 
Після вбивства Карла і Людвіга на даху, Монстр спускається сходами й бачить свою Наречену (Ельза Ланчестер). Зворушений монстр тягнеться до неї, запитуючи: «Друг?» — Наречена кричить, відторгаючи його. «Вона ненавидить мене! Як і інші!» — пригнічено говорить монстр. Як тільки до Генрі прибігає звільнена Елізабет, монстр починає лютувати на всю лабораторію. Він каже Генрі й Елізабет: «Так! Йдіть! Ви живете!», Преторіусу і Нареченій він говорить: «Ви залишитеся. Ми приречені на смерть». Коли Генрі й Елізабет втікають, монстр пускає тяжку сльозу і тягне важіль, щоб зруйнувати лабораторію і вежу.

## У ролях
- Ельза Ланчестер — Мері Шеллі / Наречена Монстра
- Борис Карлофф — Монстр Франкенштейна
- Колін Клайв — барон Генрі фон Франкенштейн
- Валері Гобсон — Елізабет фон Франкенштейн
- Ернест Тесігер — Лікар Преторіус
- Гевін Гордон — Лорд Байрон
- Дуглас Волтон — Персі Біші Шеллі
- Уна О'Коннор — Мінні
- Е. Е. Клів — Бургомістр
- Люсьєн Приваль — Батлер Альберт
- О.П. Хеггі — відлюдник
- Дуайт Фрай — Карл Глюц